# Acronicta vancouverensis
Acronicta vancouverensis là một loài bướm đêm trong họ Noctuidae.